# Yesica Arrien
Yesica Arrien (1 de julho de 1980) é uma futebolista argentina que atua como defensora.

## Carreira
Yesica Arrien integrou o elenco da Seleção Argentina de Futebol Feminino, nas Olimpíadas de 2008. 